# HD 36060
HD 36060，又名CD-41 1884，SAO 217340、HR 1827，是一颗恒星，视星等为5.87，位于銀經246.03，銀緯-32.73，其B1900.0坐标为赤經5h 23m 52.7s，赤緯-41° -32.73′ 48″。